# Kostel svatého Vavřince (Nezabudice)
Kostel svatého Vavřince je filiální kostel v obci Nezabudice v okrese Rakovník ve Středočeském kraji. Původního gotický kostel pravděpodobně z přelomu 14. a 15. století byl v roce 1708 barokně přestavěn a následně empírově upravován v 19. století. Do roku 2003 byl farním kostelem. Je na seznamu kulturních památek ČR.

## Popis a historie

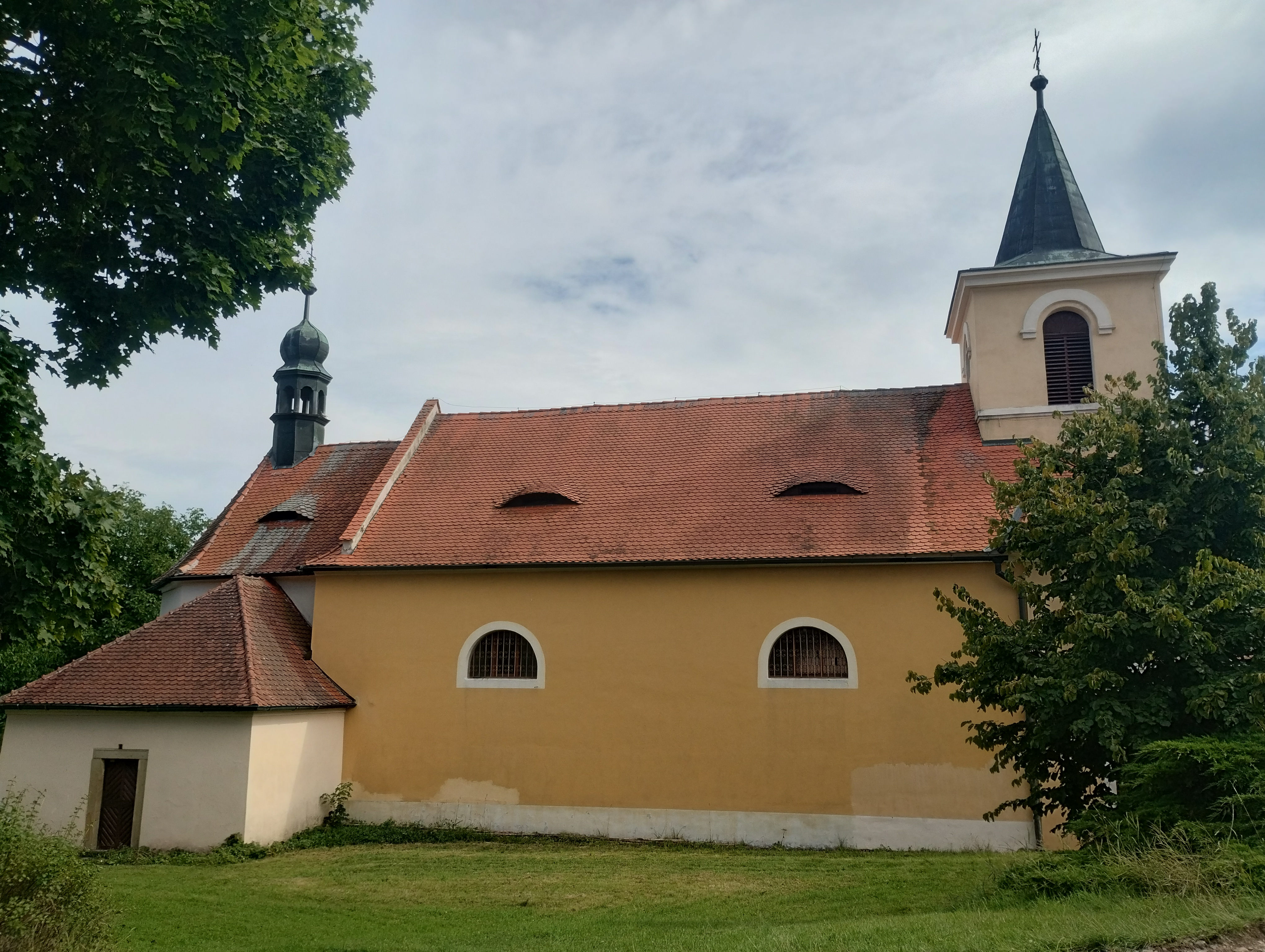
Pohled na kostel od obecního úřadu

Kostel svatého Vavřince je umístěn v dominantní poloze nad středem vsi na nevysokém návrší proti bývalé faře (čp. 26). Původně gotický kostel pochází z přelomu 14. a 15. století a z této doby se dochovala dolní část zdiva presbytáře s opěráky a okny, pravděpodobně sakristie a část obvodového zdiva lodi. Starší dřevěný kostelík zde stál již v polovině 13. stol. První zmínka o faře pochází z roku 1352. V roce 1708 byl kostel barokně přestavěn a byla přistavěna věž. Kolem kostela se rozkládal hřbitov. Roku 1800 byl exteriér kostela empírově upraven.
V kostele se konají pravidelné nedělní bohoslužby (mimo letní sezónu pouze jednou za 14 dní).